# Overwatch League
Die Overwatch League (abgekürzt OWL) ist eine professionelle eSports League für das von Blizzard Entertainment entwickelte und vollständig kontrollierte Videospiel Overwatch 2. Die Overwatch League zielt darauf ab, dem Modell des traditionellen nordamerikanischen Profisports zu folgen, indem sie eine Reihe von permanenten Teams und reguläre Saisonspiele verwendet, anstatt die in anderen eSports-Ligen gebräuchliche Aufstieg und Relegation zu verwenden. Jedes Franchise-Team wird von einem Eigentümer unterstützt, und jedem Team wird ein jährliches Mindestgehalt, Vorteile und ein Teil der Gewinne und Umsatzbeteiligungen basierend auf der Leistung des Teams in der Saison zugesichert. Die Liga wurde im November 2016 angekündigt, und die ersten zwölf Teams wurden innerhalb eines Jahres gegründet.
Die erste Saison startete im Januar 2018 und dauerte bis Juni 2018 an, gefolgt von den Playoffs und All-Star-Wochenende im Juli. Ein Gesamtpreispool von 3,5 Millionen US-Dollar stand den Teams in der ersten Saison zur Verfügung.
Im November 2023 wurde bekannt, dass die Overwatch League eingestellt werden soll.

## Format
Die Overwatch League gehört Blizzard Entertainment und wird von der Major League Gaming Organisation betrieben (die auch Blizzards Muttergesellschaft Activision gehört). Die Overwatch League spielt ähnlich wie die meisten nordamerikanischen Profi-Ligen, in denen alle Mannschaften in den Playoffs der Saison gegeneinander spielen, anstatt wie in anderen eSports-Ligen üblich zu sein. Die Liga verfügt derzeit (2023 Saison) über 19 Mannschaften, 12 davon waren bereits in der Eröffnungssaison vertreten.
In seiner Eröffnungssaison wurde eine Reihe von Vorsaison-Spielen im Dezember 2017 gespielt. Die regulären Saisonspiele fanden von Januar bis Juni 2018 statt, gefolgt von den Playoffs für die Meisterschaft im Juli 2018. Alle Spiele in der ersten Saison fanden in der Blizzard Arena in Los Angeles, mit einer Kapazität für 450 Zuschauer, statt.
Die Hauptsaison besteht in der ersten Saison aus vier 5-wöchigen Etappen, drei Spielen an vier Tagen pro Woche (Mittwoch bis Samstag) und einer zehntägigen Pause zwischen den Etappen. Jedes Team spielt während der Saison 40 normale Spiele. 20 gegen Teams in ihrer Division und 20 außerhalb ihrer Division. Am Ende jeder Phase gibt es ein Playoff, das auf den Leistungen der Teams in dieser Phase für einen einzelnen Gewinner dieser Phase für einen Preis von $ 125.000 basiert. Die Teams werden am Ende des regulären Saisonspiels basierend auf ihrer Gesamtwertung ausbezahlt, und zwar in der ersten Saison zwischen 25.000 und 300.000 US-Dollar.
Die Nachsaison basiert auf der Leistung der Teams in allen regulären Spielen in allen Phasen der Saison. Die Top-Mannschaft jeder Division erhält ein automatisches Freispiel in die Nachsaison, während die besten vier Teams in beiden Divisionen ein Play-off-Match bestreiten, bevor sie sich im Halbfinale und Finale gegenüberstehen. Das Gewinnerteam erhält $ 1 Million, und der Gesamtpreispool über alle Stadien und Finale beträgt $ 3,5 Millionen.

### Spielerberechtigung und Vorteile
Während Overwatch in Sechsergruppen gespielt wurde (in Overwatch 2 in Fünfergruppen), konnten Ligenteams bis zu sechs zusätzliche Spieler haben, die zwischen den Spielen ausgetauscht werden konnten. Die Mitgliedschaft eines Teams ist zu Beginn der Saison gesperrt. In der Zwischensaison können Teams neue Spieler einbringen oder Spieler zwischen Teams austauschen. Derzeit ist die Liga nicht regional gesperrt, daher können Teams Spieler jeder Nationalität einsetzen, um ihre Reihen zu füllen, solange das Team in dieser Stadt oder Region ansässig ist. Zum Beispiel war das London Spitfire zu Beginn der ersten Saison ausschließlich aus südkoreanischen Spielern. Die einzige Einschränkung für Spieler ist, mindestens 18 Jahre alt zu sein und international reisen zu können.
Overwatch-League-Spieler erhalten während eines Teamvertrags ein Jahresgehalt. Im ersten Jahr betrug das Gehalt eines Spielers mindestens 50.000 US-Dollar, die von der Liga festgelegt wurden. Zusätzlich bietet die Liga Spielern Gesundheits- und Ruhestandsleistungen sowie Unterstützung bei Unterbringung und Training. Blizzard benötigte Teammitglieder, um den unterzeichneten Spielern Boni zu gewähren, die mindestens 50 % der Gewinne und Einnahmen des Teams ausmachten. Spieler können mit den Besitzern ihres Teams größere Beträge aushandeln und einen größeren Teil der Bonuseinnahmen aus Turniergewinnen und anderen Einnahmen teilen. Zum Beispiel sicherte Jay „sinatraa“ Won das höchste Gehalt der Liga von US $ 150.000 für seinen Platz auf dem San Francisco Shock, zusammen mit einem 50%igen Anteil an den Boni des Teams.
Von den Spielern wird erwartet, dass sie einen Verhaltenskodex befolgen, der von Blizzard während des Spielens und der Vertretung der Liga festgelegt wurde. Sie können mit Aussetzungen und Geldbußen bestraft werden, wenn diese verletzt werden, zusätzlich zu den Strafen, die das Team selbst verhängt. Ein bemerkenswerter Vorfall kurz nach dem Start der Liga gesehen Dallas Fuel Félix „xQc“ Lengyel von der Liga für vier Spiele suspendiert und eine Geldstrafe US $ 2.000 für Kommentare zu einem anderen Spieler, die als homophob angesehen wurden. Der Dallas Fuel setzte ihn für den Rest der ersten Phase des Spiels weiter aus. Nach weiteren Verhaltensverletzungen in der zweiten Phase, die zu einer weiteren Suspendierung führten, wurde xQc vom Fuel losgelassen. Die Spieler erhalten als Teil ihrer Vorteile ein Medientraining, um mit der Presse und der Öffentlichkeit über ihre Rollen zu sprechen, ein Problem, das bereits in früheren organisierten eSport-Systemen existiert hat.

### Overwatch Open und Overwatch Contenders
Professionelle Teams in der Liga haben die Möglichkeit, in zwei zusätzlichen Ligen von Blizzard nach neuen Spielern zu suchen.
Die im Juni 2017 gestartete „Overwatch Open“ -Abteilung ermöglicht es Amateur-Teams, von den besten Spielern im normalen Wettbewerbsmodus (die sich am Ende der Spielzeit des Spiels in die beiden höchsten Stufen qualifizieren) zu einer strukturierten Saison zu kommen und Nachsaison-Format mit intra-regionalen Übereinstimmungen. Spieler, die alle Nicht-Playoff-Spiele für ihr Team absolvieren, können eine kleine Menge an Credits für Blizzards digitale Storefront sammeln, während regionale Gewinnerteams höhere Gewinnauszahlungen erzielen können. Der Geschäftsbereich Open wird in sieben verschiedenen Regionen gespielt: Westeuropa, Osteuropa, Nordamerika, Spanisch sprechende Länder Lateinamerikas, Brasilien, Australien / Neuseeland und Südostasien.
Die Teams können dann von der Open Division in die Overwatch Contenders aufsteigen, die als Unterliga der Overwatch League gilt. Die Contenders League wurde genutzt, um bestehende regionale Turniere (Overwatch Apex für Südkorea, Overwatch Premier Series für China und Overwatch Pacific Championship für andere asiatisch-pazifische Länder) unter das gleiche Banner zu bringen und auf andere Regionen auszudehnen, insbesondere Nordamerika und Europäische Serie, die insgesamt fünf Regionen umfasst. Teams, die teilnehmen, können Amateur- oder gesponserte Teams sein, und das Turnier ist ähnlich strukturiert wie die Overwatch-World-Cup-Events, einschließlich einer strukturierten Cash-Auszahlung für die bestplatzierten Teams in jeder Region. In der Saison 2018 werden zwei neue Regionen hinzukommen, Australien und Südamerika. Außerdem werden die besten acht Teams der Open-Division in jeder Region im Jahr 2018, zu einem Contenders-Trial eingeladen, um am Ende einer Contenders-Saison in einem Aufstiegs- und Abstiegsturnier teilzunehmen, um in der nächsten Contenders-Saison antreten zu können.

## Regeln
Overwatch 2 ist ein Fünf-gegen-Fünf-Team-basiertes Ego-Shooter-Videospiel. Im Allgemeinen ist es das Ziel, mit Teammitgliedern zusammenzuarbeiten, um Gegner auszuschalten oder abzuwehren, um einen Angriff auf ein Ziel zu machen oder ein Ziel zu verteidigen. Die Spieler wählen aus dem Spiel einen aus 39 Helden aus, von denen jeder seine eigenen vordefinierten Waffen und Fähigkeiten besitzt. Jeder Spieler eines Teams muss jedoch einen einzigartigen Helden spielen. Ein Spieler kann zu einem verfügbaren Helden wechseln, wenn er vor dem erneuten Aufstehen eliminiert wird oder wenn er zu seinem aktuellen Spawnpunkt zurückkehrt, was es Teams erlaubt, ihre Zusammensetzung basierend auf der aktuellen Situation dynamisch anzupassen.
Innerhalb des Ligaspiels werden in einem regulären Spiel zwei Teams (eines als Heimmannschaft, das andere als Gastmannschaft) mindestens vier Spiele gespielt, wobei jedes Spiel einen vorgegebenen Kartentyp aufweist (Escort, Push, Control und Hybrid). Der Pool der spezifischen Karten aus der Standard-Overwatch-Rotation wird zu Beginn jeder Phase festgelegt, sodass die Teams ihre Spieler-Aufstellungen und Strategien bestimmen und gleichzeitig das Metagame der Saison ändern können. Eine Mannschaft darf nur zwischen den Spielen Spieler ersetzen. Das Team, das die meisten Spiele gewonnen hat, gewinnt das Spiel. Wenn Teams nach vier Spielen unentschieden sind, wird ein Tiebreaker-Spiel, das auf einer Kontrollkarte gespielt wird (die nicht mit einem Unentschieden enden kann), verwendet, um das Unentschieden zu brechen und den Match-Gewinner zu bestimmen. Die Tabellenführung basiert in erster Linie auf dem Gesamtgewinn / -verlust des Spiels, aber die Unentschieden werden basierend auf dem Gesamtgewinn / -verlust des Spiels gebrochen. Daher werden alle vier Spiele in einem Spiel gespielt, auch wenn eine Mannschaft bereits drei Siege für das Spiel gewonnen hat. Alle weiteren Bindungen für die Platzierung des Turniers werden zuerst auf der Kopf-an-Kopf-Spiel-Gewinn / Verlust-Aufzeichnung und dann Kopf-an-Kopf-Spielzahl gebrochen. Alle Turnierspiele werden auf fünf Karten mit einem Best-of-Three gespielt.
Kontrollkarten werden in einem Best-of-Three Matchup gespielt, wobei die Teams versuchen, einen zentralen Kontrollpunkt zu nehmen. Sobald eine Mannschaft die Kontrolle über einen Punkt hat, indem sie alle Gegner für eine kurze Zeit von diesem Punkt entfernt, müssen sie den Punkt verteidigen, da ihr Prozentsatz der Kontrolle über den Punkt langsam auf 100 % steigt. Wenn die gegnerische Mannschaft die Verteidiger klären und den Punkt klar halten kann, übernehmen sie die Kontrolle, obwohl die ursprüngliche Mannschaft ihren prozentualen Anteil an Kontrolle behält. Sobald ein Team 99 % der benötigten Kontrolle erreicht hat, muss das gegnerische Team von dem Punkt befreit werden, um die 100%ige Eroberung zu beenden und die Runde zu machen.
Zwei weitere Modi, Escort und Hybrid, basieren auf einem Team, das angreift, um Kontrollpunkte zu übernehmen und / oder eine Nutzlast innerhalb einer begrenzten Zeit durch Kontrollpunkte zu bewegen, während das andere Team gegen diese verteidigt. Für die Liga und andere Wettbewerbsspiele werden die Spiele auf diesen Karten in mindestens zwei Runden gespielt, wobei die Teams zwischen den Runden zwischen den angreifenden und den verteidigenden Teams wechseln. Beim Ligaspiel spielt das Gastteam zuerst die Offensive und wird basierend darauf bewertet, wie viele Kontrollpunkte sie erobert haben, und wenn sie den nächsten Kontrollpunkt nicht vollständig erfassen oder die Nutzlast eskortieren können, wie nahe sie ihrem nächsten Ziel sind. Letzteres basiert auf dem maximalen Prozentsatz der Kontrolle über den Kontrollpunkt oder den am weitesten entfernten Bereich der Nutzlast; die Teams müssen jedoch mindestens ein Drittel eines Kontrollpunkts einnehmen, um dafür in Betracht gezogen zu werden, andernfalls wird ihr Ergebnis so behandelt, als ob sie nichts davon genommen hätten. Wenn das Team alle Ziele erfolgreich abgeschlossen hat, wird die verbleibende Zeit (die „Zeitbank“) aufgezeichnet.
In der zweiten Runde muss die Heimmannschaft versuchen, den Wert der Gastmannschaft zu erreichen oder zu übertreffen. Wenn das erste angreifende Team alle Ziele erreicht hat, muss auch das zweite Team das Spiel beenden. Andernfalls wird dem neuen angreifenden Team der Punktestand angezeigt, den sie über die Benutzeroberfläche des Spiels und auf der Karte erreichen müssen. Wenn sie Erfolg haben, gewinnen sie das Spiel, und wenn es nicht gelingt, diese Punkte zu erreichen, ist das ein Verlust. Wenn beide Teams das gleiche Ergebnis haben, aber keine Zeit in ihrer Zeitbank verbleiben, gilt das Spiel als Unentschieden. Andernfalls werden zusätzliche Sudden-Deathmatches gespielt, um zu versuchen, das Unentschieden zu brechen. Die Tiebreaker-Regeln hängen vom Kartentyp ab, aber im Allgemeinen hat jedes Team die Möglichkeit, als angreifendes Team zu spielen, beginnend mit der Zeit, die in seiner Zeitbank verbleibt, um zu versuchen, den bestmöglichen Punktestand zu erzielen. In diesen plötzlichen Todesrunden wird kein Zeitbonus gewährt, wenn ein Kontrollpunkt erreicht wird. Mehrere Serien von plötzlichen Todesrunden können erforderlich sein, wenn beide Teams alle Ziele erreichen und gleichzeitig noch Zeit haben.
Der Modus „Flashpoint“ basiert auf dem Kontrollmodus, allerdings kämpfen die beiden Teams um insgesamt 5 Kontrollpunkte auf einer einzigen großen Karte. Das erste Team welches 3 Kontrollpunkte erobert hat, gewinnt das Spiel. Es gibt keine Hin- und Rückrunde.
„Push“ hat eine Sonderstellung, da es weder darum geht einen Kontrollpunkt einzunehmen noch um das Passieren von Checkpoints gekämpft wird. Das Ziel dieses Modus ist es, die eigene Barriere, welche von einem Roboter geschoben wird, so weit wie möglich zu dem gegnerischen Spawnpunkt zu bewegen. Das Team mit der größten geschobenen Entfernung gewinnt. Ebenfalls wird nur eine Runde gespielt, da beide Teams den Roboter schieben können.
Overwatch-League-Spiele werden auf einem benutzerdefinierten Server von Blizzard gespielt. Dieser Server steht auch den Ligaspielern für Übungsgefechte zwischen Spielen zur Verfügung. Diese Version des Spiels wird ähnliche Updates zum kommerziellen Hauptspiel erhalten, indem sie neue Karten und Helden hinzufügt und die verschiedenen Heldenfähigkeiten ändert, die auf Tests innerhalb der öffentlichen Test-Server basieren. Diese Updates werden jedoch nicht sofort wie für das kommerzielle Spiel angewendet, sondern statt häufiger als einmal alle sechs Wochen, effektiv zwischen den Phasen jeder Saison, eine natürliche Platzierung nach Nanzer. Zum Beispiel wurde ein Patch vom Ende Januar 2018, das signifikante Auswirkungen auf Charaktere wie Mercy hatte und somit das Metagame hätte stören können, erst Mitte Februar, zu Beginn der zweiten Phase, auf den Liga-Server übertragen. Für Matches ist jeder Spieler mit einem identischen Desktop-Computer, Monitor und Noise-Cancelling-Kopfhörern ausgestattet, um jegliche Nachteile in Bezug auf Computer- oder Grafikverarbeitung zu eliminieren, aber Spieler können ihre bevorzugte Tastatur und Maus verwenden.

## Geschichte

### Konzept
Die Entwicklung von Overwatch begann etwa 2013, zu der Zeit, als eSports und Zuschauer-Videospiele aufgrund der Verfügbarkeit von Live-Streaming-Plattformen eine große Popularität erlangten. Die Entwicklung des Spiels war jedoch nicht dem eSport gewidmet. Laut dem Hauptproduzenten und Game Director Jeff Kaplan, „ist es gefährlich, zu früh in der Lebensdauer des Spiels zu eSport gebunden zu sein“ basierend auf den Erfahrungen von Blizzard im eSports, und stattdessen geplante eSports-Ziele durch Beobachtung der Spielergemeinschaft des Spiels. Während der Beta-Phase von Overwatch zwischen Ende 2015 und Mitte 2016 beobachtete Blizzard, dass die Spieler bereits Ad-hoc-Wettbewerbe und -Turniere für das Spiel bildeten. Laut Nanzer, der Blizzards Global Director für Research und Consumer Insights war, bevor Blizzard die Commissioner-Rolle der League übernahm, dachte er über das Potenzial nach, wenn sie für die Einrichtung dieser Wettbewerbe verantwortlich wären. Nanzer sagte: „Wenn wir eine Liga richtig aufstellen und die richtige Investition dahinter setzen, können wir sie auf eine Weise monetarisieren, die den traditionellen Sportarten nicht unähnlich ist.“ Ausgehend von dieser Einsicht begann Blizzard, die Basis zu schaffen für die Overwatch League. Ein Teil davon beinhaltete das Hinzufügen von Wettbewerbsfunktionen in das Haupt-Overwatch-Spiel, wie zum Beispiel Ranglisten-Spieler, wo erfahrene Spieler in der Lage sein würden, eine Ranglistenleiter zu erklimmen, so dass sie von eSport-Team-Organisatoren bemerkt werden können. Im Oktober 2016 erwähnte Bobby Kotick, CEO von Blizzards Muttergesellschaft Activision Blizzard, zum ersten Mal die Overwatch League, in der beschrieben wird, wie die Zuschauerzahlen für nutzergenerierte eSports-Inhalte rund 100 Millionen betragen, was die Zuschauerzahlen für professionelle NFL- und NBA-Spiele übersteigt stelle „professionellen Inhalt“ durch die Overwatch League zur Verfügung, um diese Zuschauer zu erreichen.
Die Overwatch League wurde offiziell auf der Blizzcon im November 2016 angekündigt. Die Ankündigung besagt, dass die Liga Franchise-Teams haben wird, die Overwatch-Spieler einstellen werden, um in Live-Arenen und via Video-Streaming zu konkurrieren. Teams würden Spieler mit Gehältern und Sozialleistungen versorgen und „die Team- und Spielerentwicklung fördern“. Anstatt dem Format anderer eSports zu folgen, die Relegation und Promotion wie in der League of Legends Championship Series verwenden, wollte Blizzard dem amerikanischen Modell folgen, das in traditionelleren Sportarten verwendet wird. Kotick glaubte, dass „so etwas noch nie zuvor wirklich gemacht wurde“ im eSport.
Für Blizzard würden die Kosten für den Betrieb der Liga durch die traditionellen Einnahmequellen der professionellen Sportliga, wie Werbung und physische Liga-Waren ausgeglichen. Kotick sagte auch, dass aufgrund der digitalen Natur des eSports, Blizzard kann auch Einnahmen aus virtuellen League-Elemente zu Fans, und zusätzliche Verkäufe von Overwatch und anderen Spielen zu erhalten, und sie sind in der Lage, lukrativer „Over-the-Top-Werbemöglichkeiten das würde im traditionellen Sport nicht existieren.“ Kotick sagte kurz vor Beginn der Eröffnungssaison: „Es ist schon ein bisschen, bevor Sie bestimmte Einnahmequellen sehen werden, aber wir sehen bereits eine Menge Traktion und Begeisterung von den Fans.“

### Erweiterung
Blizzard hat potenzielle Teammitglieder gesucht, um Teams einzubinden, die in einem geografischen Gebiet lokalisiert sind. Blizzard glaubte, dass solche lokalen Teams durch neue Aktivitäten rund um die Unterstützung ihres Teams mehr Interesse am eSport von Zuschauern und potenziellen Sponsoren wecken würden. Ein erstes Treffen für zukünftige Teambesitzer fand nach der Bekanntgabe der Liga auf der Blizzcon 2016 statt, mit dem Eigentümer Robert Kraft von New England Patriots und dem Besitzer der Los Angeles Rams, Stan Kroenke, unter den Teilnehmern. Während der formulativen Periode engagierte Blizzard Steve Bornstein, ehemaliger Präsident von ABC Sports und CEO von NFL Network, als eSports-Vorsitzender des Unternehmens, mit besonderem Schwerpunkt auf der Übertragung und Präsentation von Spielen, die in der Overwatch League gespielt wurden.
Blizzard nahm an, dass die Overwatch League am Ende einer Saison eine siebenstellige Auszahlung für das siegreiche Team haben wird. Die erste, verkürzte Saison der Liga sollte im 3. Quartal 2017 beginnen, wobei die vollen Spielzeiten im Jahr 2018 beginnen sollten, wobei die Liga im 4. Quartal dieses Jahres halbjährige Saisonunterbrechungen hatte. Vor dem Start der Liga plante Blizzard einen „Mähdrescher“, bei dem die Spieler eingeladen wurden, sich um garantierte Teamverträge zu bemühen.
Nach der ersten Ankündigung im November 2016 kamen nur wenige Informationen über die Liga aus Blizzard, was zu einigen Spekulationen führte, dass die Liga Probleme hätte. Während dieser Zeit arbeitete Blizzard jedoch hinter den Kulissen, um potentielle Teammitglieder zu engagieren, die sich zurückhalten wollten, um große, umfassende Ankündigungen anstelle von Informationen zu liefern. Im Mai 2017 berichtete ESPN, dass die Liga Schwierigkeiten gehabt habe, Franchises zu unterzeichnen, die ESPN zwei Ausgaben zuschrieb. Die ersten waren die hohen Grundkosten für den Start einer Franchise, beginnend bei $ 20 Millionen mit höheren Kosten in städtischen Märkten wie New York City und Los Angeles, und viel höher als bei anderen eSports League Buy-Ins. Zweitens würde es bis 2021 keine Umsatzbeteiligung geben, was die Wiedererlangung der Franchise-Kosten schwierig machen würde. Diese Schwierigkeiten führen zu einer Verzögerung für den Beginn der ersten Saison. Nach ESPN, sobald die Kraft-Gruppe zugestimmt, ein Boston-based Team zu unterstützen (später Boston Aufstand genannt), hatte dies einen Schneeballeffekt in Richtung Gründung von sechs anderen Teams.
Die ersten sieben Teams wurden im Juli 2017 enthüllt und weitere Teams in den folgenden Monaten angekündigt. Mit seinen ersten zwölf Teams, die Mitte Dezember eingestellt wurden, gab Blizzard bekannt, dass seine erste Saison von Januar bis Juni 2018 mit einer Vorsaison im Dezember 2017 und einem Meisterschaftsturnier im Juli 2018 stattfinden wird. Eine mögliche dreizehnte Mannschaft, die von Wes Edens unterstützt wurde, war in Diskussionen gewesen, aber verpasste den Stichtag für Staffel 1.
Blizzard gab im September 2017 bekannt, dass es eine ehemalige Einrichtung der The Tonight Show in den Burbank Studios in Burbank, Kalifornien, erworben hatte, die in die „Blizzard Arena“ umgewandelt wurde, eine eSports-Spielstätte, die ursprünglich sowohl für die Overwatch-Kontrahenten als auch für die Overwatch League genutzt wurde Spiele, und schließlich für andere Blizzard eSports geplant. Mit einer eigenen Arena konnte die Overwatch League im Vergleich zu anderen eSports-Turnieren als orchestriertes Event etabliert und die Spieler besser mit ihren Fans verbunden werden. Blizzard betrieb die ersten Overwatch-Teilnehmer in der Blizzard Arena im Oktober 2017, um die Fähigkeiten der Anlage zu testen und Änderungen vorzunehmen, um die Spieler- und Zuschauererfahrung rechtzeitig zur Vorsaison der Overwatch League im Dezember 2017 zu verbessern.
Im Juli 2017 wurde bekannt, dass die Baseball-Vereinigung der Major League einen Markenstreit wegen des Logos, das Blizzard für die League registriert hatte, in ihrer Beschwerde an das Patent- und Markenamt der Vereinigten Staaten gab, dass Blizzards Logo ihnen zu ähnlich sei besitzen und kann Verwirrung verursachen. Es wurden jedoch keine weiteren Anmeldungen von der Major League Baseball innerhalb der erforderlichen Streitfrist eingereicht, was darauf hindeutet, dass entweder der Verband entschieden hatte, den Streit abzubrechen, oder dass der Verband und die Overwatch League zu einem geheimen Verständnis kamen, um der Liga zu erlauben, weiter zu verwenden das Logo.

### Start
Um das Ansehen von Broadcast- und Streaming-Medien zu unterstützen, hat Blizzard kosmetische Änderungen am Spiel vorgenommen. Jedes der Teams erhielt ein einzigartiges Farbschema und für diese Matches wurden Charakter-Skins mit diesen Farben und Teamnamen / Logos hinzugefügt. Spieler von Overwatch außerhalb der Liga können die Skin eines Charakters mit Hilfe von Spielmarken, einer speziellen Währung im Spiel, kaufen, die einen Tag vor dem Start der ersten regulären Spielzeit hinzugefügt wird, die aber sicherstellt, dass die Teams einen Teil der Einnahmen aus den Skins ihres Teams erhalten. Später, zu Beginn der zweiten Phase für die erste Staffel, bot Blizzard Spielern Token an, um die Live-Übertragung der Spiele über einen der offiziellen Kanäle zu verfolgen.
Blizzard hat auch daran gearbeitet, einen KI-basierten Kameramann zu erschaffen, der die Action des Spiels verfolgen und wichtige Sofortwiederholungen auswählen kann. Während der regulären Saisonspiele beschäftigt Blizzard ein Team von etwa 80 bis 100 Leuten, um das Spiel und seine Übertragung zu verwalten. Dazu gehören Moderatoren und Interviewer auf dem Bildschirm, Sprecher für Spiele oder „Shoutcaster“, „Aufseher“, die den KI-Kameramann benutzen und ein Spiel aus verschiedenen Blickwinkeln überwachen, um den Zuschauern die beste Sichtweise und den technischen Support zu bieten. Unter diesen hat Blizzard zu Shoutcast Matches gebracht, darunter Christopher „MonteCristo“ Mykles, Erik „DoA“ Lonnquist, Matt „Mr. X“ Morello und Mitchell „Uber“ Leslie. Blizzard veröffentlichte Anfang Januar 2018, kurz vor Beginn der ersten Staffel, eine spezielle Overwatch League App, um Zeitpläne, Ergebnisse, Highlights und andere Details über den Fortschritt der Liga zu liefern.
Während der Vorsaison der ersten Saison wurden die Spiele nur über die Blizzard-Website und über die Tochtergesellschaft Major League Gaming gestreamt. Kurz vor dem Start der regulären Spielzeit haben Blizzard und Twitch einen Zwei-Jahres-Vertrag für Twitch geschlossen, um der einzige Dritte-Stream-Sender für die Overwatch League der Welt zu werden, mit Ausnahme von China. Twitch wird diese Streams in Englisch, Französisch und Koreanisch anbieten und Zuschauer dazu animieren, diese Streams mit Ingame-Items für Overwatch zu sehen. Es wurde berichtet, dass der Deal mindestens 90 Millionen Dollar wert sei.

### Zukünftige Erweiterungen
Blizzard plant, seine geografische Reichweite zu erweitern, um mehr Teams zu haben und weltweite Stadien zu etablieren und Heim- / Auswärts-Team-Formate zu implementieren, mit Teams, die zwischen diesen Orten reisen, ähnlich wie professionelle Ligen. Dieser Ansatz wird voraussichtlich erst in der dritten Staffel der Liga angewendet werden. Die dauerhafte Natur der Teams mit der Overwatch League, im Vergleich zu Werbe- und Abstiegsformaten, würde den Teambesitzern die Möglichkeit geben, zusätzliche Umsatzmodelle zu finden, indem sie ihre eigenen Stadien und die Merchandising-Möglichkeiten für diese betreiben, so Morhaime. Im Februar 2018, nach dem Abschluss der ersten Phase der Eröffnungssaison, berichtete ESPN, dass die Umsatzprognosen für die Liga ihre Erwartungen übertroffen haben. Einige Insider behaupten, dass die Einnahmen der Liga viermal höher waren als ursprünglich geplant. Dies war zum Teil auf seinen Twitch-Streaming-Deal und neue Werbetreibende wie Toyota und T-Mobile, die für ein paar Wochen als Werbepartner an Bord kamen, zurückzuführen. Blizzard plant, im März 2018 mit dem Einkauf von Investoren für neue Teams zu beginnen, aber wegen der höheren Projektionen hat Blizzard angegeben, dass die Franchisegebühr für neue Teams in Staffel 2 höher als 20 Millionen US-Dollar sein wird. Einige Berichte geben Zahlen zwischen 35 US-Dollar an zu 60 Millionen. Während ESPN erklärte, dass es für Blizzard leicht sein sollte, neue amerikanische Teams zu gewinnen, werden Investoren für Teams aus Europa schwieriger, da sie nach Sicherheit und Geschichte für Investitionen suchen. ESPN stellte auch fest, dass südkoreanische Investoren wahrscheinlich nicht eingeladen werden, da ihre Produkte keine globale Distribution haben, während viele der chinesischen Hauptanleger bereits mögliche Interessenkonflikte mit anderen eSports-Ligen haben.
Während in der ersten Saison alle Spieler unter Vertrag standen, schließt Blizzard das Potenzial von Spielern, Gewerkschaften zu gründen oder auf andere Weise freie Agenten zu werden, nicht aus; Nanzer sagt, dass solche Entscheidungen den Spielern überlassen würden.

## Teams
Die Overwatch League besteht in der 2023 Saison aus 19 Mannschaften. Diese Mannschaften sind in zwei Divisions unterteilt. Zum einen gibt es die WEST Division, in der vor allem die nordamerikanischen und europäischen Mannschaften spielen und die EAST Division, in der vor allem die asiatischen Mannschaften spielen. In der 2023 Saison umfasst die WEST Division hierbei 13 Mannschaften und die EAST Division 6.
Das Team „Chengdu Hunters“ verließ am 20. Juni 2023 die Overwatch League und löste sich auf.
| Division      | Team                   | Stadt            | Besitzer |
| ------------- | ---------------------- | ---------------- | --- |
| WEST Division | Los Angeles Valiant    | Los Angeles      | Immortals |
| WEST Division | Los Angeles Gladiators | Los Angeles      | Kroenke Sports & Entertainment, besitzer von Arsenal F.C., Los Angeles Rams, Denver Nuggets und Colorado Avalanche |
| WEST Division | Washington Justice     | Washington, D.C. | |
| WEST Division | San Francisco Shock    | San Francisco    | NRG eSports |
| WEST Division | Vancouver Titans       | Vancouver        | |
| WEST Division | Florida Mayhem         | Miami            | Misfits |
| WEST Division | Boston Uprising        | Boston           | Kraft Group, Besitzer der New England Patriots                                                                     |
| WEST Division | Houston Outlaws        | Houston          | OpTic Gaming |
| WEST Division | London Spitfire        | London           | Cloud9 |
| WEST Division | Toronto Defiant        | Toronto          | |
| WEST Division | New York Excelsior     | New York City    | Jeff Wilpon, COO von den New York Mets und Sohn des Besitzers                                                      |
| WEST Division | Atlanta Reign          | Atlanta          | Atlanta Esports Ventures                                                                                           |
| WEST Division | Vegas Eternal          | Las Vegas        | |
| EAST Division | Seoul Infernal         | Seoul            | Comcast Spectacor, Besitzer von Philadelphia Flyers                                                                |
| EAST Division | Hangzhou Spark         | Hangzhou         | |
| EAST Division | Shanghai Dragons       | Shanghai         | NetEase, Chinesisches Internetunternehmen und regionaler Partner von Blizzard                                      |
| EAST Division | Seoul Dynasty          | Seoul            | Kevin Chou, Besitzer der nordamerikanischen Videospiel-Firma Kabam                                                 |
| EAST Division | Guangzhou Charge       | Guangzhou        | |
| EAST Division | Dallas Fuel            | Dallas           | Team Envy |

## Saison

### Saison 2018
Vorsaison-Spiel für die erste Saison begann am 6. Dezember 2017. Die offizielle Saison begann am 10. Januar und wird durch die Endrunde im Juli 2018 fortgesetzt. Teams in der Blizzard Arena in Los Angeles gespielt, obwohl Blizzard hofft, dass Teams schließlich nach reisen konkurrieren in zukünftigen Heimatstädten gegenseitig. Intel und HP waren die ersten Sponsoren der Liga, in mehrjährigen Vereinbarungen einschließlich der Bereitstellung von HP Gaming-Computern und Intel-Prozessoren. Nach der ersten Woche verkündete Blizzard, dass Toyota ein Sponsor war, mit der Autofirma, die Unterstützung und das Laufen von Wettbewerben für Zuschauer, gegen die Werbefläche während der Spiele und in der Blizzard Arena zur Verfügung stellt.
Nach der zweiten Woche des Spiels änderte Blizzard die Reihenfolge der Karten, die in einem Match gespielt wurden, basierend auf dem Feedback von Spielern und Zuschauern. Ursprünglich wurden die vier Spiele in der Reihenfolge von Escort, Assault, Control und Hybrid gespielt. Während der ersten zwei Wochen waren einige Matches mit 2-1 in die finale Hybrid Map eingetragen, aber aufgrund der Art dieses Map Type ist es sehr einfach, Verbindungen zu den anderen Map Typen zu erreichen, was die Chancen der Verlieren der Mannschaft, die diese letzte Karte einträgt, in der Lage zu sein, das Match zu binden; Dies führt auch zu einem nicht aufregenden Abschluss eines Spiels für die Zuschauer. Ab der dritten Staffel der Saison tauschte Blizzard die Escort- und Hybrid-Kartenreihenfolge aus, wobei Escort-Karten weniger wahrscheinlich mit einem Unentschieden enden und für angespannteres Finale sorgten.
Die Zuschauerzahlen der ersten Nacht des Spiels durch die englische Sendung von Twitch erreichten über 415.000 Zuschauer, während sie nie unter 285.000 fielen, sobald das Spiel begonnen hatte, was die typischen Zuschauerzahlen von Twitch übersteigt; zusätzliche Zuschauer, die nicht darin eingeschlossen sind, schließen diejenigen mit ein, die die anderen Sprachübertragungen auf Twitch, und die eigenen strömenden Medien von MLG beobachten. Blizzard berichtete, dass in der ersten Woche über 10 Millionen Zuschauer in allen Streaming-Formaten die League-Spiele sahen und dass die Blizzard Arena alle vier Tage der Woche ausverkauft war. Laut Kevin Chou, dem CEO von KSV Esports, der die Seoul-Dynastie leitet, hatten die Eigentümer eine konstante Zuschauerzahl von mehr als 50.000 während des regulären Systems als Erfolg für ihre Investitionen betrachtet.

#### Weiteres
Einige Kommentatoren beobachteten, dass von den mehr als 100 Spielern, die in der ersten Saison für die Teams ausgewählt wurden, keiner weiblich war. Einige bemerkten die Abwesenheit von Kim „Geguri“ Se-yeon, einer südkoreanischen Spielerin, die als eine der höchstqualifizierten Zarya-Spielerinnen bekannt und die erste Frau war, die in der Overwatch APEX League spielte. Während des Pressetages vor dem Beginn der Saison räumten die Teams ein, dass sie erwogen hatten, Geguri einen Vertrag anzubieten, sich jedoch auch verschiedenen Gründen dagegen entschieden hätten. Die Houston Outlaws sagten, dass es ein Problem mit der Sprachbarriere bei ihren potenziellen Teamkollegen gegeben hätte, und dass es Komplikationen in Bezug auf die gemeinsame Unterbringung für Teams gegeben hätte. Das Team behauptete auch, dass, wenn sie sie an Bord gebracht hätten, es von externen Kommentatoren Fragen darüber gegeben hätte, ob es sich um eine Verpflichtung aufgrund ihrer Qualifikation oder einen Presse-Stunt handelte, und dass diese Zweifel ihre Karriere überschatten könnten. Andere Mannschaften wie der London Spitfire und New York Excelsior hatten Geguri als Free Agent gesehen, wollten aber am Ende mit einer etablierten Gruppe von Spielern arbeiten, die in der Vergangenheit bereits in Ligen zusammen gespielt hatten. Die Teammitglieder erkannten, dass sie die Kader diverser machen wollen, aber dies macht es teilweise notwendig, die Gemeinschaft um Overwatch herum weniger toxisch und einladender zu machen. Nanzer sagte auch, dass er eine größere Vielfalt an Spielern in der Liga sehen möchte, war sich jedoch bewusst, dass es Kulturen gibt, in denen professionelle Videospiel-Spieler eine soziale Stigmatisierung haben, die ein Hindernis dafür darstellen könne. Mitte Februar, während der ersten Staffel der Saison 1, wurde Geguri von den Shanghai Dragons verpflichtet, was sie zur ersten Spielerin der Liga machte.
Zusätzliche Bedenken wurden aufgrund mehrerer von der Liga erlassenen Geldbußen und Suspendierungen, die gegen eine Reihe von Spielern aufgrund ihres Verhaltens ausgesprochen wurden, laut. Journalisten fanden heraus, dass einige Spieler die toxische Natur aus ihren Tagen als YouTube- oder Twitch-Streamer beibehielten, in denen sie ihre Gegner häufig lächerlich machten; dieses Verhalten führte zu vielen durch die Liga verhängten Geldstrafen und Suspendierungen, die dies nicht tolerierte. Die Overwatch-Spielerbasis außerhalb der Liga hatte auch Probleme mit der Toxizität, die Blizzard mit besseren Reporting-Tools zu bewältigen versuchte. Zusätzlich dazu, dass die Ligaspieler einen Verhaltenskodex befolgen müssen, beobachtet Blizzard auch, wie sich diese Spieler in Matches außerhalb des Ligabetriebs verhalten, und bestraft sie auch dort für in toxisches oder unangemessenes Verhalten. Ein Teil dieses schlechten Verhaltens hatte zumindest einen der Sponsoren der Liga, HP Inc., betroffen, da das Verhalten mit ihrer Marke in Verbindung gebracht wird, obwohl laut HP-Produktmanager John Ludwig solche Probleme nicht nur für eSports typisch waren.

### Saison 2019
Die zweite Season begann am 14. Februar 2019.